# Kobrini csata
A kobrini csata 1812. július 27-én zajlott le a Alekszandr Petrovics Tormaszov tábornok által vezetett, túlerőben lévő orosz erők és Napóleon császár Grande Armée-jének részeként a franciákhoz csatlakozott Klengel szász királyi hadteste között, Napóleon oroszországi hadjárata során. A csata a szászok megsemmisítő vereségével zárult.

## Előzmények
1812. június 24-én Napóleon serege széles fronton tört be az Orosz Birodalomba Breszttől a Baltikumig északon, a mai Fehéroroszország területén. A legnagyobb francia erők a Nyeman folyón keltek át Litvániába és az 1. és 2. orosz sereg próbálta megállítani. A Bug folyótól délre egy 33 000 fős osztrák hadtest Schwarzenberg herceg parancsnoksága alatt nyomult előre, az Ausztriára ráerőltetett szerződés értelmében Napóleon oldalán. Ausztria kénytelen volt részt venni az 1812-es nagy hadjáratban a franciák vazallusaként, Schwarzenberg azonban nem mozdult el messze a határtól. Az osztrák herceggel szemben Tormaszov tábornok 3. orosz hadserege állt, amelynek létszámáról különböző források eltérő adatokat közölnek. A történészek akár 45 ezerre is becsülték, Clausewitz szerint 35 ezer fős lehetett, Vjázemszkíj herceg - a 15. hadosztály parancsnokának véleménye alapján 25 ezer főből is állhatott és 160 ágyúval rendelkezett. A fehéroroszországi és az északnyugat-ukrajnai garnizonok is ehhez a hadsereghez tartoztak. Ez az ún. obszerváns hadsereg Fehéroroszország déli és Ukrajna északnyugati részeit védte az osztrákoktól és a Varsói Hercegség seregeitől.
A háború kezdetekor az osztrákok fedezték a 3. orosz hadseregtől Napóleon jobb szárnyát Fehéroroszország és Ukrajna határán a Breszt – Kobrin – Pinszk vonalon, amely kb. 170 km-es hosszúságú volt.
Az orosz és osztrák seregek egy ideig csak szemmel tartották egymást, csak manővereztek, de nem bocsátkoztak harcba. Július 17-én Tormaszov megbízást kapott Barclay de Tolly-tól, hogy szálljon szembe a francia hadsereg jobb szárnyával, amely Oroszországba mély éket ütött. Parancsa szerencsésen egybeesett az ellenség csapatainak sorában bekövetkezett átrendezéssel. Napóleon visszavonta osztrákokat a fő vonalba, helyettük Renier 7. szász hadtestét küldte (17 ezer fő). A francia császár tévesen alábecsülte a 3. orosz hadsereg létszámát, úgy vélte, hogy Renier képes feltartóztatni az oroszokat, amíg Tormaszovhoz megérkezik Moldáviából Csicsagov dunai hadserege. Az eredeti terve szerint Napóleon gyors hadjáratot tervezett, amivel gyorsan békére kényszerítheti az orosz cárt.
Tormaszov éppen akkor támadott, amikor az osztrákok már elmentek, és a szászok még nem építették ki a teljes védvonalat. A terv szerint először Bresztet foglalták volna el, majd utána Kobrint.

## A csata

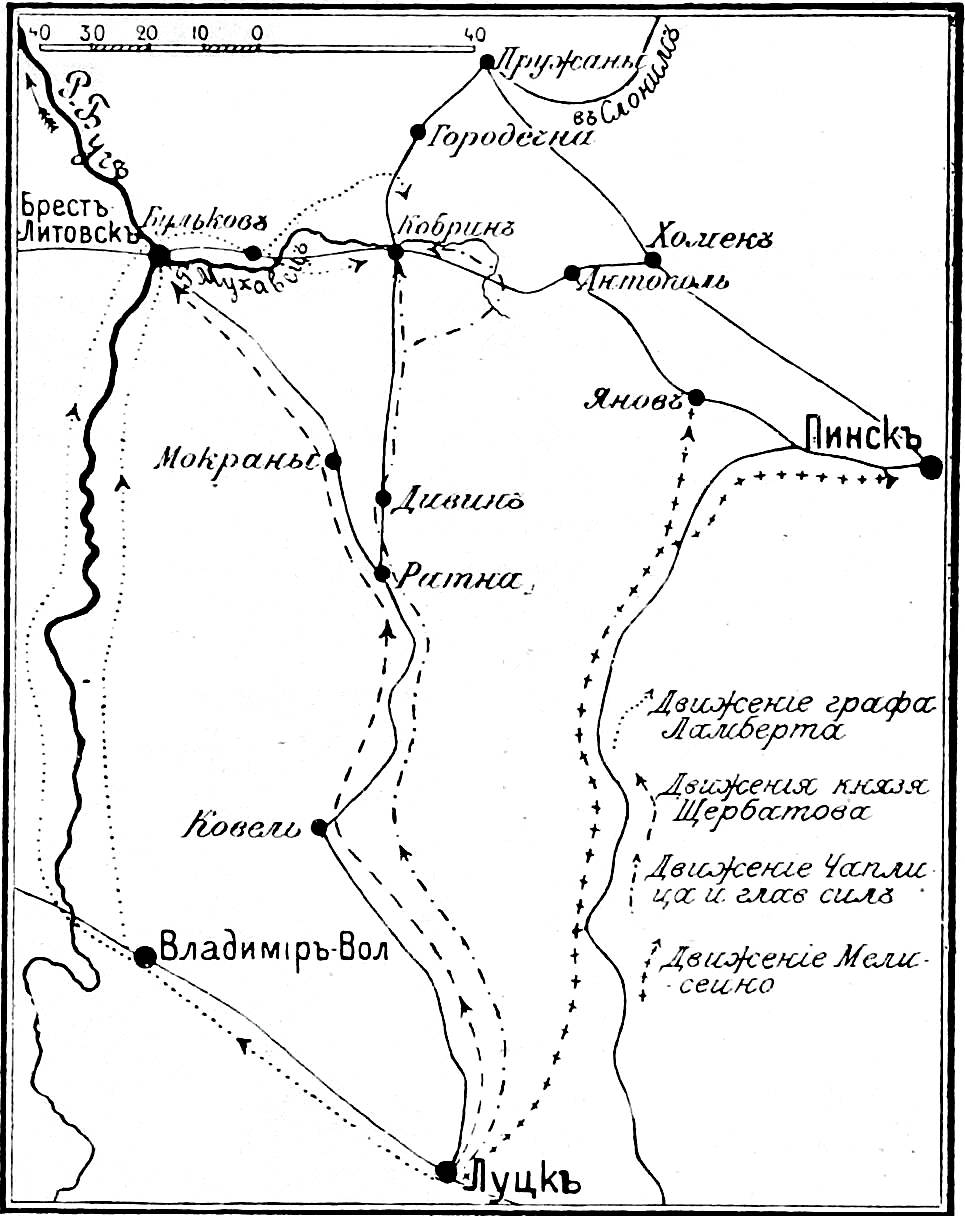
Kobrini csata

Kobrinban Klengel tábornok ötezer fős szász dandárja tartózkodott a 22. gyalogezredből. A szászok Breszt irányából várták az oroszokat erős lovassággal és az út mellett lövészekkel és két km-re a várostól vették fel állásaikat. Délről a szászok lakóházakba vették be magukat, ezzel akadályozva Tormaszov előőrsének előrenyomulását.
Lambert korán reggel nyugatról támadta az ellenséges irreguláris lovasságot, megpróbálta megverni a nyílt mezőn őket. Tormaszov elrendelte Csaplic tábornoknak, hogy előőrsével kerülje meg Kobrint keletről, a maradék lovasság blokkolja délről Klegel katonáit. Lambert tudta, hogy a szászok az úton akadályt építettek ki nyugatról, és megszállták a házakat.
Amikor Csaplic kitört a 13. lövészezreddel Kobrintól keletre, Lambert két felderítő ezredet küldött a Pruzsany-i északi útra, ilyen módon meggátolva a szászok visszavonulását. Így Klengel dandárját teljesen bekerítették. A szászok megpróbálták ez utóbbi útról tüzérségi tűzzel elzavarni az oroszokat, de visszaűzték őket Kobrinba. Kilenc órakor a várost a fő erők kezdték ostromolni. Tormaszov újabb két gyalogsági ezredet irányított oda, a többi ezred sűrű gyűrűbe fogta a települést. A városban a fából készült épületekben a szászok sehol sem lehettek biztonságban: az orosz tüzérség tüze felgyújtotta a házakat, a 630 házból csak 79 maradt meg. Délre a harc véget ért, Klengel túlélő szászai a félig elpusztult kobrini kastélyban megadták magukat (az épület még II. Katalin orosz cárnő ajándéka volt Szuvorov tábornagynak), és átadták foglyaikat.

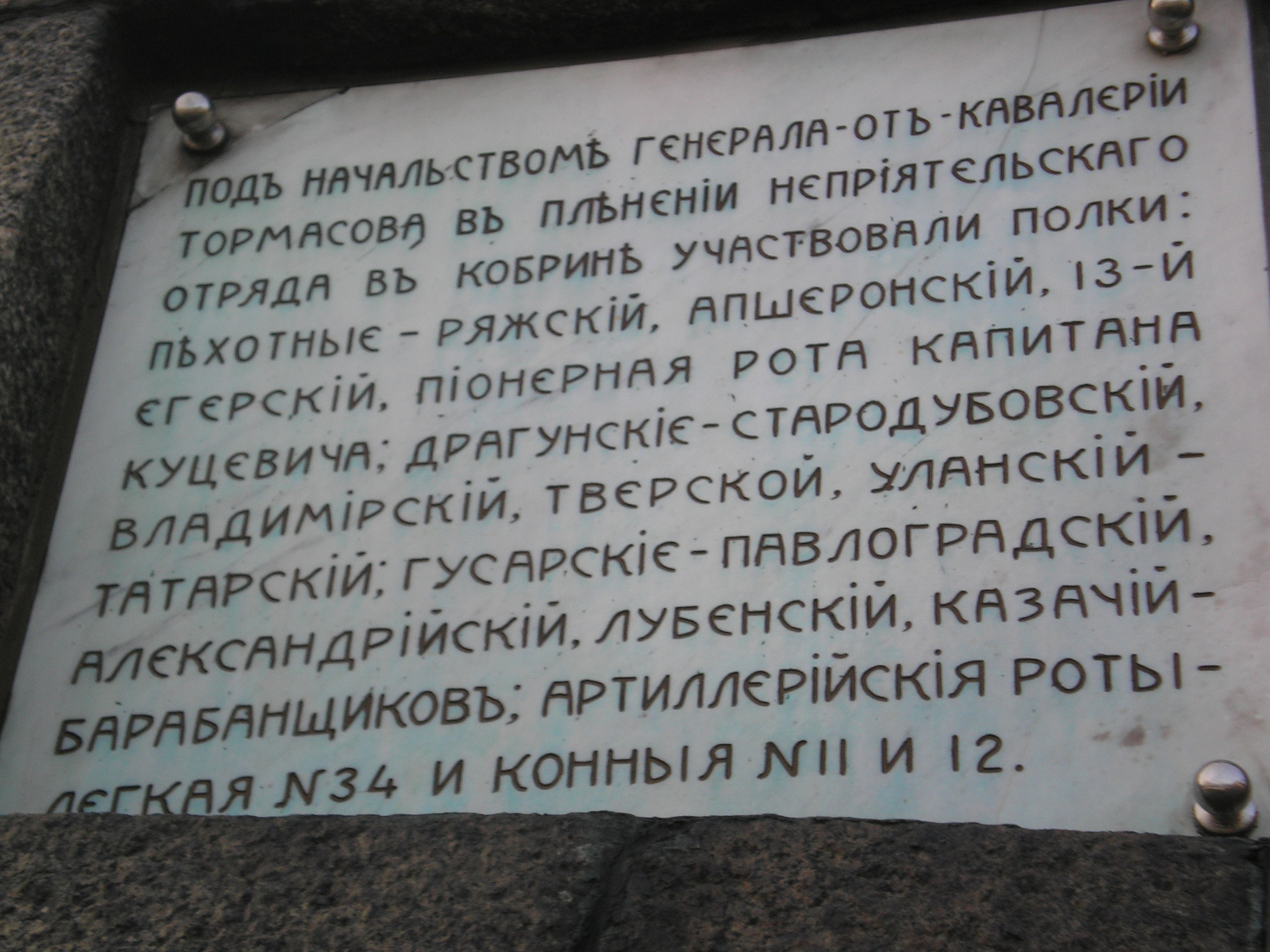
A csata emléktáblája Kobrinban

## Következmények
A csata eredménye Tormaszov jelentése szerint: 2000 szász halott vagy sebesült, 2300 katona és tiszt esett hadifogságba és 8 ágyú lett az oroszok hadizsákmánya. Az orosz veszteség 77 halott és 181 sebesült. A cár nagylelkűségét mutatta, hogy (az oroszok szerint!) első nagy győzelmét meglepően kevés vér áldozattal aratta. Tormaszov megkapta a Szent György érdemérem 2. fokozatát és 50 ezer rubelt, Lambert gróf egy arany kardot kapott gyémántokkal diszítve, „A bátorságért” felirattal.
Azon a napon, amikor a szászok vereséget szenvedtek Kobrinnál, az 1. orosz hadsereg visszavonult Napóleon előtt Szmolenszkhez és nehéz hátvéd csatákat vívott Vityebszk közelében. Miután tudomást szerzett csapatai vereségéről, visszavonult északra, Szlonim felé, Tormaszov csapatai pedig üldözték. Schwarzenberg herceg Napóleonhoz fordult segítségért, hogy küldje hozzá Reynier 7. hadtestét. Így Tormaszov serege elodázta azt, hogy Schwarzenberg erői csatlakozhassanak Napóleonhoz, meggyengítve ezzel Moszkva felé törő francia csapatokat.
Augusztus 12-én Schwarzenberg herceg és Reynier tábornok egyesült erői megtámadták Gorodecsnónál (kissé északra Kobrintól) Tormaszov erőit, amelyeket Vjazemszki herceg 16 000 főnyire becsült. Az oroszok 1200 katonát veszítettek és szeptemberben visszavonultak délre Luckig, és megerősítették állásaikat a Sztir folyó keleti partján.
1812 szeptember közepén megérkezett Csicsagov dunai hadserege, így Tormaszov fölénybe került szeptember 23-án, és átvette a kezdeményezést, megtámadva Schwarzenberget.

## Fordítás
- Ez a szócikk részben vagy egészben  a(z)   Бой под Кобрином című orosz Wikipédia-szócikk fordításán alapul.  Az eredeti cikk szerkesztőit annak laptörténete sorolja fel. Ez a jelzés csupán a megfogalmazás eredetét és a szerzői jogokat jelzi, nem szolgál a cikkben szereplő információk forrásmegjelöléseként.